# Кантор, Эдди
Эдди Кантор (англ. Eddie Cantor, при рождении Эдвард Израэл Ицковиц — англ. Edvard Israel Iskowitz; 31 января 1892 — 10 октября 1964) — американский комедийный актёр, танцор, певец и автор песен.

## Биография и карьера
Родился в семье еврейских иммигрантов из Российской империи.
Был очень популярен на Бродвее (в частности в постановках «Безумства Зигфелда»), радио, а также на ранних этапах становления телевидения. В Соединённых Штатах он получил прозвище «Апостол Живчик», потому что его супер-рейтинговые радиошоу, представляющие собой забавные истории о его жене Иде и их пятерых дочерях, собирали перед приёмниками огромные аудитории слушателей. Его большие широко открытые глаза послужили появлением у него прозвища «Глаза Банджо» из-за одноимённого струнного музыкального инструмента. Они также стали его своеобразным товарным знаком и часто карикатурно изображались на иллюстрациях с его изображением.
В 1933—1935 был президентом Гильдии киноактёров США.
Его выступления продолжались до 1953 года, а самого Кантора не стало в 1964 году — он скончался в своём доме в Беверли-Хиллз от инфаркта. Спустя год после смерти он был удостоен почётной премии «Оскар».

## Личная жизнь
В 1914 году женился на Иде Тобиас. У них было пять дочерей: Марджори (1915–1959), Натали (1916–1997), Эдна (1919–2003), Мэрилин (1921–2010) и Джанет (1927–2018).

## Отражение в кино
- В сериале «Подпольная империя» роль Эдди Кантора сыграл Стивен ДеРоса.
- В фильме «Великий Зигфелд» (1936) роль Эдди Кантора сыграл Бадди Дойл.